# Leuberic
Leuberic fou bisbe d'Urgell. Es té constància documental de la seva participació en els concilis de Toledo tretzè (683), quinzè (688) i setzè (693).